# Cub Swanson
Kevin Luke "Cub" Swanson (nacido el 2 de noviembre de 1983) es un peleador estadounidense de artes marciales mixtas que actualmente compite en la categoría de peso pluma en Ultimate Fighting Championship.

## Biografía
El padre de Swanson murió tres meses después de su nacimiento, y debido a la gran aflicción con su madre por la pérdida de su marido, Swanson y sus hermanos fueron adoptados por un pariente lejano hasta que su madre sanó. Swanson asistió a la escuela de secundaria Cathedral City junto al futuro boxeador Timothy Bradley, pero Swanson pronto comenzó asociándose con las pandillas callejeras y participó en muchas peleas. 
Cuando todavía era un adolescente, el joven Swanson y dos de sus amigos fueron sorprendidos cometiendo un robo en una casa que le causó a Swanson entrar en un centro de detención juvenil. Dos años después de su liberación, cuando tenía 19 años de edad, Swanson trabajó con niños que tenían parálisis cerebral mientras practicaba Jiu-jitsu brasileño. Finalmente el expeleador de UFC, Joe Stevenson, le dio una invitación para entrenar, que Swanson sin pensárselo demasiado aceptó la invitación y comenzó su carrera en las AMM.

## Carrera en artes marciales mixtas

### Ultimate Fighting Championship

#### 2011
Después de poco más de un año fuera de acción, Swanson hizo su debut en UFC y se enfrentó a Ricardo Lamas el 12 de noviembre de 2011 en UFC on Fox 1. Swanson perdió la pelea por sumisión en la segunda ronda.

#### 2012
En su segunda pelea en el UFC, Swanson se enfrentó a George Roop el 28 de enero de 2012 en UFC on Fox 2. Él ganó la pelea por nocaut técnico en la segunda ronda.
Swanson se enfrentó a Ross Pearson el 22 de junio de 2012 en UFC on FX 4. Swanson ganó la pelea por nocaut técnico en la segunda ronda, ganando así el premio al KO de la Noche.
El 22 de septiembre de 2012, Swanson se enfrentó a Charles Oliveira en UFC 152. Swanson ganó la pelea por nocaut en la primera ronda, ganando así el premio al KO de la Noche.

#### 2013
Se esperaba que Swanson se enfrentara a Dennis Siver el 16 de febrero de 2013 en UFC on Fuel TV 7. Sin embargo, Siver fue obligado a salir de la pelea, y fue reemplazado por Dustin Poirier. Swanson ganó la pelea por decisión unánime.
La pelea entre Swanson con Dennis Siver fue reprogramada para el 6 de julio de 2013 en UFC 162. Después de un intercambio de golpes en las dos primeras rondas, Swanson derrotó a Siver por nocaut técnico en la tercera ronda. La actuación de ambos peleadores les valió para obtener el premio a la Pelea de la Noche.

#### 2014
Swanson se enfrentó a Jeremy Stephens el 28 de junio de 2014 en UFC Fight Night 44. Swanson ganó la pelea por decisión unánime. Tras el evento, ambos peleadores ganaron el premio a la Pelea de la Noche.
El 22 de noviembre de 2014, Swanson se enfrentó a Frankie Edgar en UFC Fight Night 57. Swanson perdió la pelea por sumisión a tan solo 4 segundos del final de combate.

#### 2015
El 18 de abril de 2015, Swanson se enfrentó a Max Holloway e UFC on Fox 15. Swanson perdió la pelea por sumisión en la tercera ronda.
Swanson se enfrentó a Hacran Dias el 16 de abril de 2016 en UFC on Fox 19. Swanson ganó la pelea por decisión unánime.

#### 2016
Swanson se enfrentó a Tatsuya Kawajiri el 6 de agosto de 2016 en UFC Fight Night 92. Ganó la lucha por decisión unánime.
Swanson se enfrentó a Doo Ho Choi el 10 de diciembre de 2016 en UFC 206. Ganó la pelea por decisión unánime.

#### 2017
Swanson se enfrentó a Artem Lobov el 22 de abril de 2017 en el evento estelar de UFC Fight Night 108. Ganó la pelea por decisión unánime.
Swanson se enfrentó a Brian Ortega el 9 de diciembre de 2017 en UFC Fight Night 123. Perdió la pelea a través de la sumisión en la segunda ronda. A pesar de la derrota, Swanson obtuvo su tercer premio consecutivo Pelea de la Noche. La pelea con Ortega también marcó la última pelea de su contrato y Swanson planea probar la agencia libre.

#### 2018
Swanson se enfrentó a Frankie Edgar en una revancha el 21 de abril de 2018 en UFC Fight Night 128. Perdió la pelea por decisión unánime.
Swanson se enfrentó a Renato Moicano el 4 de agosto de 2018 en el UFC 227. Perdió la pelea por sumisión en la primera ronda.

#### 2019
Swanson enfrentó a Shane Burgos el 4 de mayo de 2019 en UFC Fight Night 151. Perdió la pelea por decisión dividida.
Swanson enfrentó a Kron Gracie el 12 de octubre de 2019 en UFC on ESPN+ 19. Los días previos a la pelea vieron un enfrentamiento mediático entre los luchadores, ya que Swanson afirmó que varios gimnasios de jiu-jitsu brasileño le habían negado la entrada después de enterarse de que iba a pelear con un miembro de la familia Gracie, a lo que Gracie respondió apoyando esas opiniones y criticando la ética de trabajo de Swanson. Swanson ganó la pelea por decisión unánime. Esta victoria le valió el premio de bonificación de Pelea de la Noche.
El 12 de diciembre de 2019, Swanson compitió en Quintet Ultra como parte del equipo WEC. En su pelea con Jake Shields se rompió el ligamento cruzado anterior y el menisco de la rodilla izquierda.  Swanson declaró que UFC pagó sus gastos médicos.

#### 2020
Swanson enfrentó a Daniel Pineda el 12 de diciembre de 2020 en UFC 256. Ganó la pelea por nocaut en el segundo asalto, marcando su primer finalización desde julio de 2013.

#### 2021
Swanson tenía programado una pelea contra Gavin Tucker el 1 de mayo de 2021 en UFC on ESPN: Reyes vs. Procházka. Sin embargo, Tucker fue elegido como un reemplazo con poca antelación para enfrentar a Dan Ige en UFC Fight Night: Edwards vs. Muhammad en su lugar. Swanson en cambio enfrentó a Giga Chikadze. Perdió la pelea por nocaut técnico en el primer asalto.
Swanson enfrentó a Darren Elkins el 18 de diciembre de 2021 en UFC Fight Night: Lewis vs. Daukaus. Ganó la pelea por nocaut técnico en el primer asalto. Esta victoria le valió el premio de bonificación por Actuación de la Noche. Con una pelea restante en su contrato vigente, Swanson firmó un nuevo contrato de cuatro peleas después de la pelea.

#### 2022
Swanson se enfrentó a Jonathan Martínez en su debut en peso gallo el 15 de octubre de 2022 en UFC Fight Night 212. Perdió la pelea por nocaut técnico en la segunda ronda.

#### 2023
Swanson volvió a enfrentar a Hakeem Dawodu en su regreso a la división de peso pluma el 12 de agosto de 2023, en UFC on ESPN: Luque vs. dos Anjos. Ganó la pelea por una controvertida decisión unánime. 11 de 13 medios de comunicación puntuaron el concurso para Dawodu.

#### 2024
Swanson enfrentó a Andre Fili el 29 de junio de 2024 en UFC 303. Perdió la pelea por decisión dividida. Está pelea lo hizo merecedor de su séptimo premio a la Pelea de la Noche.

## Campeonatos y logros
- Ultimate Fighting Championship
  - KO de la Noche (dos veces) vs. Ross Pearson y Charles Oliveira
  - Pelea de la Noche (siete veces) vs. Dennis Siver, Jeremy Stephens, Doo Ho Choi, Artem Lobov, Brian Ortega, Kron Gracie y Andre Fili
  - Actuación de la Noche (Una vez) vs. Darren Elkins
- World Extreme Cagefighting
  - Pelea de la Noche (Cuatro veces) vs. Micah Miller, Hiroyuki Takaya, John Franchi y Mackens Semerzier
- Sherdog
  - Equipo más violento del Año (2012)[50]

## Récord en artes marciales mixtas
| Resultado | Récord | Oponente          | Método                                 | Evento                                 | Fecha                    | Ronda | Tiempo | Localización                | Notas                                    |
| --------- | ------ | ----------------- | -------------------------------------- | -------------------------------------- | ------------------------ | ----- | ------ | --------------------------- | ---------------------------------------- |
| Victoria  | 30-14  | Billy Quarantillo | KO (Puñetazos)                         | UFC on ESPN: Covington vs. Buckley     | 14 de diciembre de 2024  | 3     | 1:36   | Tampa,Florida               |                                          |
| Derrota   | 29–14  | Andre Fili        | Decisión (dividida)                    | UFC 303                                | 29 de junio de 2024      | 3     | 5:00   | Las Vegas, Nevada           | Pelea de la Noche.                       |
| Victoria  | 29–13  | Hakeem Dawodu     | Decisión (unánime)                     | UFC on ESPN: Luque vs. dos Anjos       | 12 de agosto de 2023     | 3     | 5:00   | Las Vegas, Nevada           | Regresó a peso pluma.                    |
| Derrota   | 28–13  | Jonathan Martinez | TKO (patada a la pierna)               | UFC Fight Night: Grasso vs. Araújo     | 15 de octubre de 2022    | 2     | 4:19   | Las Vegas, Nevada           | Debut en peso gallo                      |
| Victoria  | 28–12  | Darren Elkins     | TKO (patada giratoria y golpes)        | UFC Fight Night: Lewis vs. Daukaus     | 18 de diciembre de 2021  | 1     | 2:12   | Las Vegas, Nevada           | Actuación de la Noche.                   |
| Derrota   | 27–12  | Giga Chikadze     | TKO (patada al cuerpo y golpes)        | UFC on ESPN: Reyes vs. Procházka       | 1 de mayo de 2021        | 1     | 1:03   | Las Vegas, Nevada           |                                          |
| Victoria  | 27–11  | Daniel Pineda     | KO (golpes)                            | UFC 256                                | 12 de diciembre de 2020  | 2     | 1:52   | Las Vegas, Nevada           |                                          |
| Victoria  | 26–11  | Kron Gracie       | Decisión (unánime)                     | UFC Fight Night: Joanna vs. Waterson   | 12 de octubre de 2019    | 3     | 5:00   | Tampa, Florida              | Pelea de la Noche.                       |
| Derrota   | 25–11  | Shane Burgos      | Decisión (dividida)                    | UFC Fight Night: Iaquinta vs. Cowboy   | 4 de mayo de 2019        | 3     | 5:00   | Ottawa, Ontario             |                                          |
| Derrota   | 25–10  | Renato Moicano    | Sumisión (rear naked choke)            | UFC 227                                | 4 de agosto de 2018      | 1     | 4:15   | Los Ángeles, California     |                                          |
| Derrota   | 25–9   | Frankie Edgar     | Decisión (unánime)                     | UFC Fight Night: Barboza vs. Lee       | 21 de abril de 2018      | 3     | 5:00   | Atlantic City, Nueva Jersey |                                          |
| Derrota   | 25–8   | Brian Ortega      | Sumisión (guillotine choke)            | UFC Fight Night: Swanson vs. Ortega    | 9 de diciembre de 2017   | 2     | 3:22   | Fresno, California          | Pelea de la Noche.                       |
| Victoria  | 25–7   | Artem Lobov       | Decisión (unánime)                     | UFC Fight Night: Swanson vs. Lobov     | 22 de abril de 2017      | 5     | 5:00   | Nashville, Tennessee        | Pelea de la Noche.                       |
| Victoria  | 24–7   | Doo Ho Choi       | Decisión (unánime)                     | UFC 206                                | 10 de diciembre de 2016  | 3     | 5:00   | Toronto, Ontario            | Pelea de la Noche. Pelea del Año (2016). |
| Victoria  | 23–7   | Tatsuya Kawajiri  | Decisión (unánime)                     | UFC Fight Night: Rodriguez vs. Caceres | 6 de agosto de 2016      | 3     | 5:00   | Salt Lake City, Utah        |                                          |
| Victoria  | 22–7   | Hacran Dias       | Decisión (unánime)                     | UFC on Fox: Teixeira vs. Evans         | 16 de abril de 2016      | 3     | 5:00   | Tampa, Florida              |                                          |
| Derrota   | 21–7   | Max Holloway      | Sumisión (guillotine choke)            | UFC on Fox: Machida vs. Rockhold       | 18 de abril de 2015      | 3     | 3:58   | Newark, Nueva Jersey        |                                          |
| Derrota   | 21–6   | Frankie Edgar     | Sumisión (rear-naked choke)            | UFC Fight Night: Edgar vs. Swanson     | 22 de noviembre de 2014  | 5     | 4:56   | Austin, Texas               |                                          |
| Victoria  | 21–5   | Jeremy Stephens   | Decisión (unánime)                     | UFC Fight Night: Swanson vs. Stephens  | 28 de junio de 2014      | 5     | 5:00   | San Antonio, Texas          | Pelea de la Noche.                       |
| Victoria  | 20–5   | Dennis Siver      | TKO (golpes)                           | UFC 162                                | 6 de julio de 2013       | 3     | 2:24   | Las Vegas, Nevada           | Pelea de la Noche.                       |
| Victoria  | 19–5   | Dustin Poirier    | Decisión (unánime)                     | UFC on Fuel TV: Barão vs. McDonald     | 16 de febrero de 2013    | 3     | 5:00   | Londres                     |                                          |
| Victoria  | 18–5   | Charles Oliveira  | KO (golpe)                             | UFC 152                                | 22 de septiembre de 2012 | 1     | 2:40   | Toronto                     | KO de la Noche.                          |
| Victoria  | 17–5   | Ross Pearson      | TKO (golpes)                           | UFC on FX: Maynard vs. Guida           | 22 de junio de 2012      | 2     | 4:14   | Atlantic City, Nueva Jersey | KO de la Noche.                          |
| Victoria  | 16–5   | George Roop       | TKO (golpes)                           | UFC on Fox: Evans vs. Davis            | 28 de enero de 2012      | 2     | 2:22   | Chicago, Illinois           |                                          |
| Derrota   | 15–5   | Ricardo Lamas     | Sumisión (arm-triangle choke)          | UFC on Fox: Velasquez vs. dos Santos   | 12 de noviembre de 2011  | 2     | 2:16   | Anaheim, California         |                                          |
| Victoria  | 15–4   | Mackens Semerzier | Decisión (dividida)                    | WEC 52                                 | 11 de noviembre de 2010  | 3     | 5:00   | Las Vegas, Nevada           | Pelea de la Noche.                       |
| Derrota   | 14–4   | Chad Mendes       | Decisión (unánime)                     | WEC 50                                 | 18 de agosto de 2010     | 3     | 5:00   | Las Vegas, Nevada           |                                          |
| Victoria  | 14–3   | John Franchi      | Sumisión (guillotine choke)            | WEC 44                                 | 18 de noviembre de 2009  | 3     | 4:50   | Las Vegas, Nevada           | Pelea de la Noche.                       |
| Derrota   | 13–3   | José Aldo         | TKO (doble rodillazo volador y golpes) | WEC 41                                 | 7 de junio de 2009       | 1     | 0:08   | Sacramento, California      | Eliminatoria por el título.              |
| Victoria  | 13–2   | Hiroyuki Takaya   | Decisión (unánime)                     | WEC 37                                 | 3 de diciembre de 2008   | 3     | 5:00   | Las Vegas, Nevada           | Pelea de la Noche.                       |
| Victoria  | 12–2   | Donny Walker      | Sumisión (rear-naked choke)            | IFBL: Fight Night 11                   | 23 de diciembre de 2007  | 3     | 1:24   | Niles, Ohio                 |                                          |
| Derrota   | 11–2   | Jens Pulver       | Sumisión (guillotine choke)            | WEC 31                                 | 12 de diciembre de 2007  | 1     | 0:35   | Las Vegas, Nevada           |                                          |
| Victoria  | 11–1   | Micah Miller      | Decisión (unánime)                     | WEC 28                                 | 3 de junio de 2007       | 3     | 5:00   | Las Vegas, Nevada           |                                          |
| Victoria  | 10–1   | Tommy Lee         | Sumisión (guillotine choke)            | WEC 26                                 | 24 de marzo de 2007      | 1     | 3:17   | Las Vegas, Nevada           |                                          |
| Victoria  | 9–1    | Chuck Kim         | KO (golpe)                             | Beatdown in Bakersfield                | 17 de noviembre de 2006  | 1     | 4:51   | Bakersfield, California     |                                          |
| Victoria  | 8–1    | Charlie Valencia  | TKO (golpes)                           | King of the Cage: BOOYAA               | 13 de octubre de 2006    | 1     | 4:52   | San Jacinto, California     |                                          |
| Victoria  | 7–1    | Richard Montano   | Decisión (unánime)                     | King of the Cage: Rapid Fire           | 4 de agosto de 2006      | 2     | 5:00   | San Jacinto, California     | Baja al peso pluma.                      |
| Victoria  | 6–1    | Shannon Gugerty   | TKO (golpes)                           | Total Combat 13                        | 11 de marzo de 2006      | 2     | 3:40   | Del Mar, California         |                                          |
| Victoria  | 5–1    | Fernando Arreola  | Sumisión (golpes)                      | King of the Cage 63                    | 2 de diciembre de 2005   | 1     | 3:21   | San Jacinto, California     |                                          |
| Victoria  | 4–1    | Mike Corey        | TKO (corte)                            | King of the Cage 61                    | 23 de septiembre de 2005 | 2     | 2:52   | San Jacinto, California     |                                          |
| Victoria  | 3–1    | Armando Sánchez   | Sumisión (golpes)                      | King of the Cage 58                    | 5 de agosto de 2005      | 1     | 1:59   | San Jacinto, California     |                                          |
| Victoria  | 2–1    | Martin Bautista   | Sumisión (rear-naked choke)            | Total Combat 7                         | 29 de enero de 2005      | 2     |        | Tijuana                     |                                          |
| Victoria  | 1–1    | Joe Morales       | Sumisión (golpes)                      | Total Combat 6                         | 24 de octubre de 2004    | 1     | 2:28   | Tijuana                     |                                          |
| Derrota   | 0–1    | Shannon Gugerty   | Sumisión (rear-naked choke)            | Total Combat 4                         | 25 de julio de 2004      |       |        | Tijuana                     |                                          |